# Мали љиљци
{{Taxobox
| name = Мали љиљци
| image = Big-eared-townsend-fledermaus.jpg  
| image_width = 250px
| image_caption = 
| regnum = 
| phylum = 
| classis = 
| ordo = 
| subordo = 
| subordo_authority = Dobson, 1875
| subdivision_ranks = Натпородице
| subdivision = 
-{Emballonuroidea

Rhinopomatoidea

Rhinolophoidea

Vespertilionoidea

Molossoidea

Nataloidea

Noctilionoidea}-
}}
Мали љиљци (Microchiroptera) су подред реда слепих мишева, који су добили назив по свом малом расту. Слепи мишеви су дуго били диференцирани на Megachiroptera (мега шишмиши) и Microchiroptera, на основу њихове величине, употребе ехолокације од стране Microchiroptera и других карактеристика; молекуларни докази сугеришу нешто другачију поделу, пошто се показало да су микрослепи мишеви парафилетска група. Величине су од 4 до 16 cm.

## Карактеристике
Микробати су дуги 4—16 cm (1,6—6,3 in). Већина слепих мишева се храни инсектима, али неке од већих врста лове птице, гуштере, жабе, мање слепе мишеве или чак рибу. Само три врсте слепих мишева се хране крвљу великих сисара или птица („слепи мишеви вампири“); ови слепи мишеви живе у Јужној и Централној Америци.
Иако већина микрослепих мишева „лиснатог носа“ једу воће и нектар, назив „лисни нос“ није ознака која треба да укаже на преферирану исхрану међу поменутим врстама. Три врсте прате цветање стубастих кактуса у северозападном Мексику и југозападу Сједињених Држава на северу током северног пролећа, а затим цветајуће агаве на југу ујесен. Други слепи мишеви с лиснатим носом, као што је Vampyrum spectrum из Јужне Америке, лове разни плен као што су гуштери и птице. Европски потковичасти слепи мишеви, као и калифорнијски слепи мишеви имају веома сложен лист за ехолокацију и хране се првенствено инсектима.

### Дентиција
Облик и функција зуба малих љиљака се разликују као резултат различитих исхрана које ови слепи мишеви могу имати. Зуби су првенствено дизајнирани да разграђују храну; стога, облик зуба је у корелацији са специфичним понашањем храњења. У поређењу са малим љиљцима који се хране само воћем и нектаром, мали љиљци илуструју низ начина исхране и класификовани су као инсектоједи, месождери, крвоједи, плодоједи и нектарједи. Разлике које се виде између величине и функције очњака и кутњака међу микробатима у овим групама варирају као резултат тога.
Разноврсна исхрана малих љиљака одражава постојање дентинације или образних зба, који показују морфологију изведену из диламбдодонт зуба, које карактерише ектолоф у облику слова W, или стилска полица. Диламбдодонтни горњи молар у облику слова W укључује метаконус и паракон, који се налазе на дну; док остатак „W” чине врхови који се протежу од метаконуса и паракона до врхова стилске полице.
Микробати испољавају разлике између величине и облика својих очњака и кутњака, поред тога што имају карактеристичне варијације међу карактеристикама лобање које доприносе њиховој способности да се ефикасно хране. Плодоједи микробата имају мале површине у облику стилских полица, кратке молариформне редове и широка непца и лица. Осим што имају широка лица, мали љиљци имају кратке лобање, које постављају зубе ближе упоришту вилице, што омогућава повећање снаге вилице. Плодоједни мали љиљци такође поседују другачији узорак на својим кутњацима у поређењу са месождерима, инсективорима, нектаривоима и крвојединим малим љиљцима. Насупрот томе, инсектоједни мали љиљци се одликују већим, али мањим бројем зуба, дугим очњацима и скраћеним трећим горњим кутњацима; док месождерни мали љиљци имају велике горње кутњаке. Уопштено говорећи, мали љиљци који су инсектоједи, месождери и плодоједи имају велике зубе и мала непца; међутим, супротно је тачно за мале љиљце који су нектарједи. Иако постоје разлике између величине непца и зуба малих љиљака, пропорција величина ове две структуре се одржава међу малим љиљцима различитих величина.

## Ехолокација
Ехолокација је процес где животиња производи звук одређене таласне дужине, а затим слуша и упоређује рефлектоване одјеке са оригиналним емитованим звуком. Слепи мишеви користе ехолокацију да формирају слике свог окружења и организама који га настањују изазивајући ултразвучне таласе преко свог ларинкса. Разлика између ултразвучних таласа које производи слепи миш и онога што слепи миш чује пружа слепом мишу информације о његовом окружењу. Ехолокација помаже слепом мишу не само да открије плен, већ и да се оријентише током лета.

### Производња ултразвучних таласа
Већина малих љиљака генерише ултразвук својим ларинксом и емитује звук кроз нос или уста. Звучне продукције се генеришу из вокалних набора код сисара захваљујући еластичним мембранама које чине ове наборе. Вокализација захтева ове еластичне мембране, јер делују као извор за трансформацију протока ваздуха у таласе акустичног притиска. Енергија се допрема до еластичних мембрана из плућа и резултира производњом звука. У ларинксу се налазе гласне жице и формира пролаз за издишући ваздух који производи звук. Мали љиљци су у опсегу фреквенције од 14.000 до преко 100.000 херца, callsⓘ, далеко изван опсега људског уха (типични опсег људског слуха се сматра да је од 20 до 20.000 ). Емитоване вокализације формирају широки сноп звука који се користи за испитивање околине, као и за комуникацију са другим слепим мишевима.

### Ларингеално ехолокацијски мали љиљци
Ларингеална ехолокација је доминантан облик ехолокације код микрослепих мишева, међутим, то није једини начин на који мали љиљци могу да производе ултразвучне таласе. Изузимајући мале љиљке који не ехолокирају и ларингеално ехолокирају, показало се да друге врсте слепих мишева и великих љиљака производе ултразвучне таласе пљескањем крилима, шкљоцањем језиком или употребом носа. Ларингеални слепи мишеви, генерално, производе ултразвучне таласе својим ларинксом који је специјализован за производњу звукова кратке таласне дужине. Ларинкс се налази на кранијалном крају трахеје и окружен је крикотироидним мишићима и тироидном хрскавицом. Поређења ради може се напоменути да је код људи ово област у којој се налази Адамова јабука. Фонација ултразвучних таласа се производи вибрацијама вокалних мембрана у ваздуху који се издише. Интензитет вибрирања ових гласница варира у зависности од активности и између врста слепих мишева.
Карактеристика малих љиљана који ехолокирају ларинкс по чему се разликују од других ехолокацијских слепих мишева је артикулација њихове стилохијалне кости са бубном кости. Стилохијалне кости су део хиоидног апарата који подржавају грло и ларинкс. Бубна кост формира дно средњег ува. Поред везе између стилохијалне кости и бубне кости као индикатора ларингеалне ехолокације малих љиљака, још један дефинитивни маркер је присуство спљоштене и проширене стилохијалне кости на кранијалном крају. Мали љиљци који ларингеално ехолоцирају морају бити у стању да разликују промене у пулсу који производе и повратног еха који следи тако што могу да обраде и разумеју ултразвучне таласе на неуронском нивоу, како би тачно добили информације о свом окружењу и оријентација у њему. Веза између стилохијалне кости и бубне кости омогућава слепом мишу да неуронски региструје одлазеће и долазне ултразвучне таласе које производи ларинкс. Штавише, стилохијалне кости повезују ларинкс са бубним костима преко хрскавичне или влакнасте везе (у зависности од врсте слепог миша). Механички значај ове везе је да подржава ларинкс тако што га везује за околне крикотироидне мишиће, као и да га приближава носној шупљини током фонације. Стилохијалне кости су често смањене код многих других сисара, међутим, оне су истакнутије код слепих мишева који ехолокирају ларинксом и део су хиоидног апарата сисара. Хиоидни апарат функционише у дисању, гутању и фонацији код малих љиљака, као и код других сисара. Важна карактеристика коштане везе код малих љиљака који ехолокирају ларинксом је проширена артикулација вентралног дела бубних костију и проксималног краја стилохијалне кости који се савија око њега да би направио ову везу.

## Изглед
Имају кратку њушку, мале очи и дуге уши. За разлику од великих љиљака који се више ослањају на свој добар вид, мали љиљци се оријентишу пре свега захваљујући ехолокацији. (преузмиⓘ)

## Исхрана
Имају оштре грбице на кутњацима. Већина врста су инсектоједне, мањи број њих се храни плодовима, а неке сисају крв топлокрвним животињама.

## Станиште
Најчешће насељавају тропске и суптропске области.